# Гэльский футбол
Гэ́льский футбо́л (ирл. Peil Ghaelach, сокр. Peil — «пель», или Caid — «кадь»; в Дублине известен как Gah; англ. Gaelic football, сокр. Gaelic или football) — ирландский национальный командный вид спорта. Это игровой вид спорта с мячом, в котором соревнуются две команды по 15 человек на прямоугольном газоне. Цель игры — набрать как можно больше очков, либо забивая мяч в ворота противника, либо попадая мячом в зону между двух штанг, возвышающихся над перекладиной ворот на 2,5 м над землёй.
Для игры используется мяч, который напоминает мяч для игры в волейбол. Мяч перемещается вперёд разными способами: его можно нести в руках, бросать с отскоком на газон, бить по нему ногой вперёд, бросать рукой и даже подбросить его ногой, чтобы он попал в руки. Есть два способа набора очков: 1 очко присуждается, если мяч после удара ногой или броска рукой перелетел через перекладину ворот между двумя штангами, и судья в таком случае поднимает белый флаг; 3 очка (или гол) присуждаются, если мяч залетел собственно в ворота, а судья в таком случае поднимает зелёный флаг. Позиции в гэльском футболе во многом схожи с позициями в других разновидностях футбола: один вратарь, шесть защитников, два полузащитника и шесть нападающих; число замен варьируется.
Гэльский футбол — один из четырёх видов спорта, которые являются частью программы Гэльских игр; он управляется Гэльской атлетической ассоциацией (ирл. Cumann Lúthchleas Gael, англ. Gaelic Athletic Association, сокращённо ГАА или GAA), крупнейшей спортивной ассоциацией Ирландии. Наравне с хёрлингом и камоги гэльский футбол остаётся одним из немногих исключительно любительских видов спорта в мире, в котором игрокам, тренерам и руководителям клубов запрещено выплачивать какие-то материальные вознаграждения. Наибольшую популярность гэльский футбол снискал на острове Ирландия (Республика Ирландия и Северная Ирландия), хотя отделения Гэльской атлетической ассоциации располагаются в Великобритании, Северной Америке и Австралии.
Ежегодно в 35-е воскресенье на стадионе «Кроук Парк» в Дублине играется финал Всеирландского чемпионата, и традиционно на финале собирается более 80 тысяч зрителей. За пределами Ирландии в эту разновидность футбола играют преимущественно представители ирландской диаспоры, а крупнейшим стадионом для Гэльских игр, находящимся не на территории Ирландии, является «Гэлик Парк» в Нью-Йорке. В течение года проводятся три крупных турнира — в первенстве Национальной футбольной лиги и Всеирландском чемпионате играют клубы, представляющие графства в ГАА, а во Всеирландском клубном чемпионате играют отдельные клубы. Всеирландский чемпионат считается наиболее престижным соревнованием в гэльском футболе.
По принятым правилам ГАА, в традиционный гэльский футбол могут играть только мужчины. При этом существует так называемый женский гэльский футбол, в который играют женщины и который управляется Ассоциацией женского гэльского футбола. В связи со сходством между гэльским футболом и австралийским футболом с 1998 года проводится международная серия тест-матчей по ещё одной разновидности футбола — футболу по международным правилам.

## История

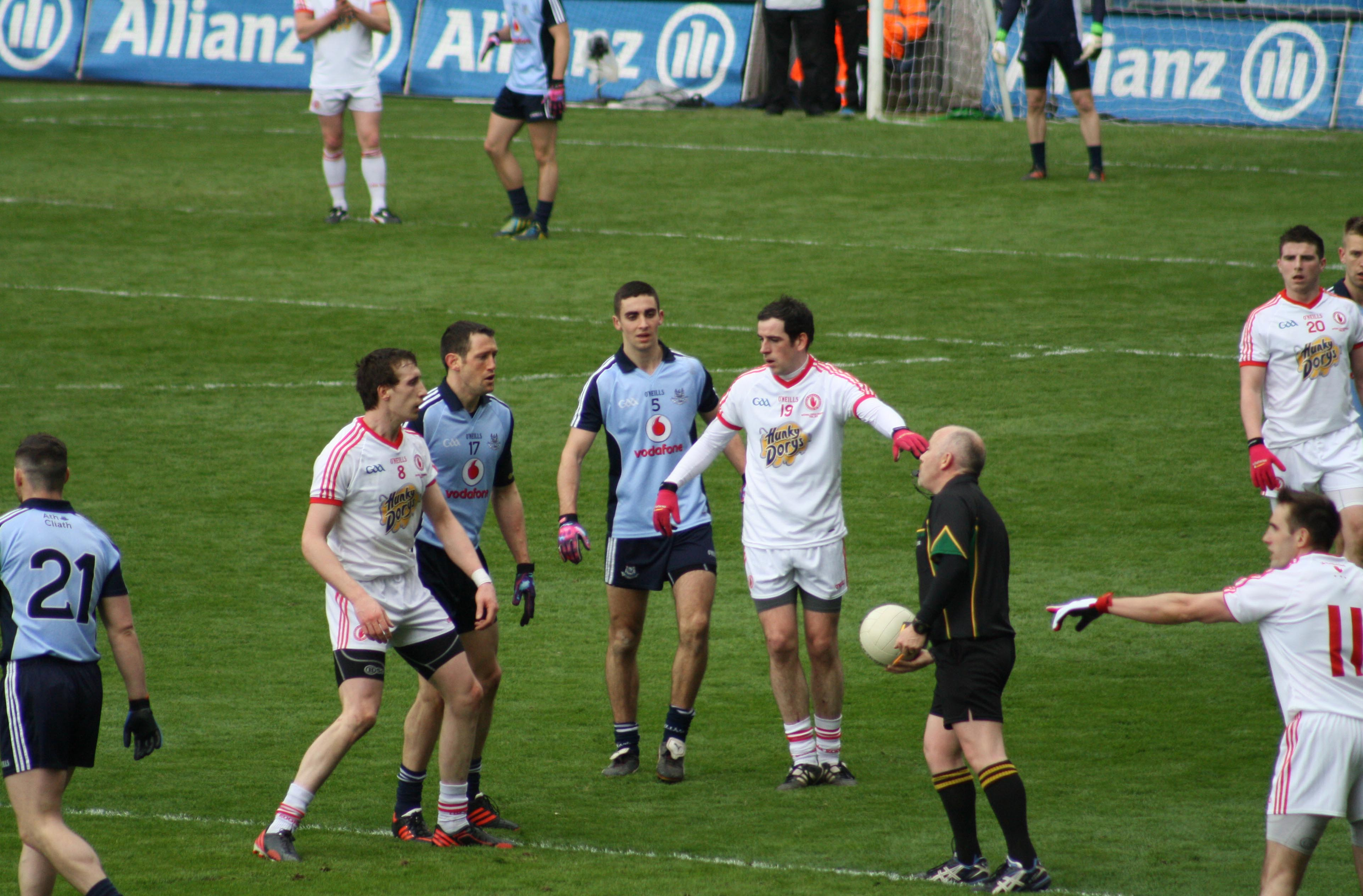
Финал Национальной футбольной лиги 2013 года между командами Дублина и Тирона

На острове Ирландия с давних времён существовали разные игры в мяч. В летописях упоминается матч по футболу в местечке Новум Каструм де Леуан (лат. Novum Castrum de Leuan) от 1308 года, в котором зритель по имени Джон Маккрокан (англ. John McCrocan) по неосторожности ударил игрока Уильяма Бернарда (англ. William Bernard), за что был серьёзно наказан. Поле около Ньюкасла (Южный Дублин), где произошло это событие, всё ещё существует, и на нём проводятся матчи по футболу. В 1527 году Статус Голуэя разрешил проводить матчи по футболу и соревнования по стрельбе из лука, но запретил играть в хоккей и хёрлинг. К началу XVII века ситуация значительно изменилась: гэльские традиционные игры набирали популярность, и в них играли местные жители. Дворянство и аристократия во многом повлияли на развитие гэльских игр и зарождение гэльского футбола как отдельного вида спорта; обычно землевладельцы проводили матчи с участием команд из 20 или даже больше человек, и обычным делом было заключение пари на суммы вплоть до 100 гиней. Первое упоминание в исторических источниках о современном гэльском футболе восходит к 1670 году, игра прошла в графстве Мит; по правилам того времени, разрешалось бить по мячу ногой и брать его в руки.
В 1695 году в Ирландии был принят Акт о соблюдении воскресенья, согласно которому по воскресеньям запрещались любая работа и организация любых досугов, под которые попадали и игры с мячом. За нарушение акта грозились штрафом в размере одного шиллинга или 12 пенсов, что по тем временам было крупной суммой. Тем не менее запретить гэльский футбол не удалось: в 1712 году, согласно летописям, прошла игра между командами графств Мит и Лаут в местечке Слейн. Этой игре поэт Джеймс Далл Маккуайрт посвятил стихотворение из 88 строф «Ba haigeanta». В XVIII веке в Дублине стали играть в футбол 6x6, а в XIX веке были зафиксированы в документах сообщения о разнообразных встречах между командами графств. В начале XIX века различные варианты гэльского футбола, известные как «кадь» (ирл. caid), обрели популярность в графстве Керри, особенно на полуострове Дингл. По воспоминаниям католического священника, отца У. Ферриса, существовали два варианта «кадь». Первым была «игра в поле», когда мяч нужно было забить в П-образные ворота — их делали, связав ветки двух деревьев. Вторым — «игра на пересечённой местности», в которую играли в воскресенье после церковной службы; в игре побеждала та команда, которой удавалось затащить мяч на территорию прихода команды-соперника. В игре разрешалось всё: от движения с мячом в руках до захвата противника и силовых единоборств.

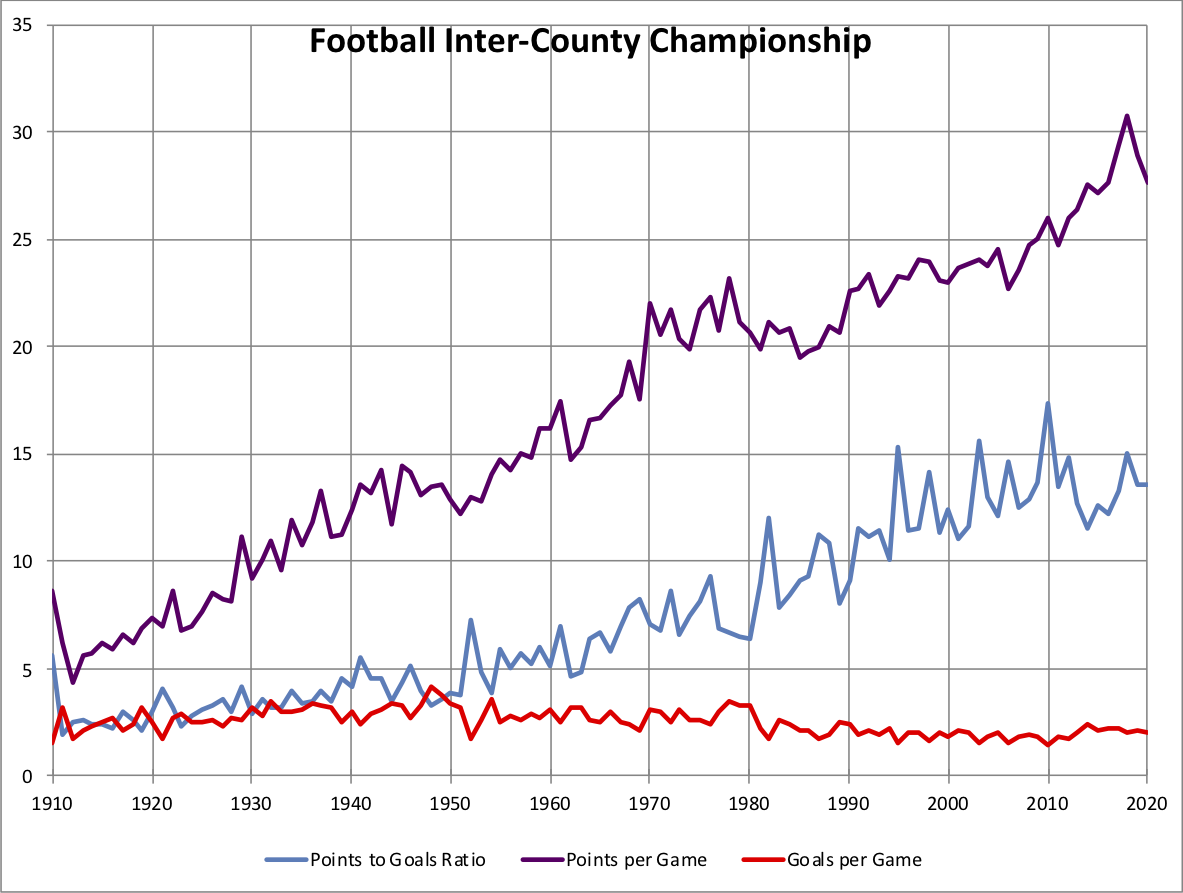
Статистика набранных очков во Всеирландских чемпионатах по гэльскому футболу (1910—2015):
соотношение одноочковых и трёхочковых голов
голы между штангами (1 очко)
голы в ворота (3 очка)

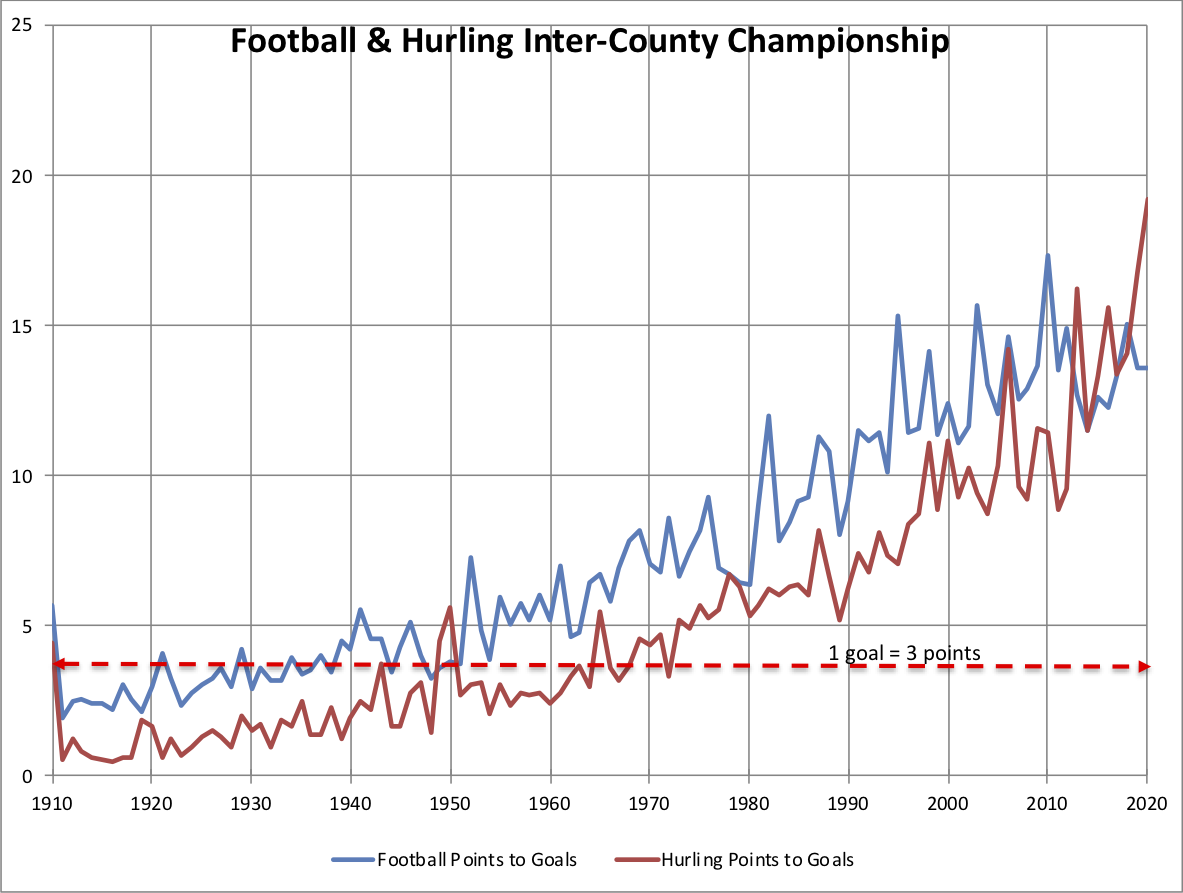
Статистика набранных очков во Всеирландских чемпионатах по гэльскому футболу и хёрлингу (1910—2015):
соотношение одноочковых и трёхочковых голов в футболе
соотношение одноочковых и трёхочковых голов в хёрлинге

В 1860-е и 1870-е годы в Ирландии стал набирать популярность регби, его первой цитаделью стал дублинский Тринити-колледж, а в 1863 году Футбольной ассоциацией Англии были утверждены официальные правила игры в футбол, которые стали распространяться по всему королевству и привели к разделению футбола и регби на два разных вида спорта. К тому моменту, согласно историку Джеку Махону, даже в ирландских деревнях «кадь» стал проигрывать популярность «игре, полной грубости и кувырков», где разрешалось даже ставить подножки противнику. Футбол стал закрепляться в Ирландии, особенно в Ольстере, в 1880-е годы. Это обеспокоило сторонников национального спорта, которые хотели сохранить самобытность ирландской культуры. Цитаделью гэльского футбола в Ирландии оставался Лимерик. В то же время сотрудники магазина штор Кэннока (англ. Cannock's Drapery Store), основавшие клуб «Коммершелз» (англ. Commercials Club), одними из первых составили письменные правила игры в гэльский футбол, которые затем приняли все команды в городе. За всё время существования гэльского футбола, зафиксированное в источниках, эта эпоха — эпоха, когда только образовывалась Гэльская атлетическая ассоциация, — считается одной из самых трудных для гэльского футбола.
Вплоть до 1887 года никакого единого свода правил игры в гэльский футбол не было, пока их не утвердила Гэльская атлетическая ассоциация. Она выступала за развитие традиционных ирландских национальных видов спорта (например, хёрлинга) и против принятия видов спорта, пришедших из Англии. Первые правила игры в гэльский футбол, созданные под влиянием хёрлинга и направленные на то, чтобы не смешивать гэльский футбол с английским (так, например, никакого офсайда в гэльском футболе и быть не могло), составил Морис Дэвин и опубликовал их в выпуске журнала «United Ireland» от 7 февраля 1887 года. Правила игры в гэльский футбол, которые придумал клуб «Коммершлз», стали основой для официальных правил игры — неудивительно, что первый Всеирландский финал по гэльскому футболу выиграл именно этот клуб из графства Лимерик. В феврале 1885 года первую игру в гэльский футбол по утверждённым Дэвином правилам провели в местечке Каллан, графство Килкенни. В 1904 году на Олимпиаде в Сент-Луисе прошли несколько встреч по гэльскому футболу с участием ряда команд, однако достоверно известно только о встрече между чикагским клубом «Фениан» и сент-луисским «Иннисфаилс», которая завершился победой чикагцев; тогда же прошли и соревнования по хёрлингу, в которых успех также праздновала команда Чикаго. Планы включить гэльский футбол в программу Олимпиады были ещё в 1900 году, но из-за болезни организатора соревнований, Уильяма Барри, этого не случилось.
21 ноября 1920 года в истории Ирландии и всего гэльского футбола запомнилось как «Кровавое воскресенье». В то время шла англо-ирландская война, и в самый разгар матча по гэльскому футболу на дублинский стадион «Кроук Парк» ворвалась группа британских военных и лояльных им представителей ирландских органов правопорядка — это были сотрудники Королевской ирландской полиции из отряда «Чёрно-пегих» и Вспомогательного дивизиона. За считанные часы до этого Майкл Коллинз, лидер ИРА, провёл в Дублине операцию с целью ликвидации так называемой «Каирской банды», куда входили осведомители британских вооружённых сил, собиравшиеся в кафе «Каир». В результате операции было убито 15 человек, в том числе 9 офицеров Британской армии, трое полицейских, двое гражданских и один потенциальный «стукач». В знак мести за эту атаку ИРА Королевская ирландская полиция предприняла свои действия: на стадионе её сотрудники открыли беспорядочный огонь по зрителям. В результате нападения были убиты 14 человек, 65 были ранены. Среди погибших был игрок в гэльский футбол из Типперэри Майкл Хоган, именем которого была названа трибуна на «Кроук Парк», построенная в 1924 году.
В 1958 году на «Уэмбли» начали проводиться ежегодные показательные матчи по гэльскому футболу в Англии в присутствии десятков тысяч зрителей: в 1962 году на матч пришло около 40 тысяч человек. В 1970-е годы популярность стал набирать женский гэльский футбол, и в то же время начались споры о том, не является ли австралийский футбол своеобразным «родственником» гэльскому. Доподлинно известно, что в 1967 году австралийский журналист, вещатель и судья Викторианской футбольной лиги Гарри Байтцель, вдохновлённый показом Всеирландского финала 1966 года по телевидению, собрал австралийскую команду под названием «Галас» (англ. Galahs), куда вошли Боб Скилтон («Сидней Суонс»), Ройс Харт («Ричмонд»), Александр (Алекс) Есауленко («Карлтон») и Рон Барасси («Мельбурн»), назначенный капитаном и играющим тренером. Команда должна была сыграть против сборной графства Мейо и победителя Всеирландского финала — сборной графства Мит. Встреча против Мита состоялась 29 октября 1967 года на «Кроук Парк» и завершилась победой австралийцев со счётом 3-16 (25) — 1-10 (13) в присутствии 23 149 зрителей; игра против Мейо прошла 4 ноября также на «Кроук Парк», и австралийцы снова победили со счётом 2-12 (18) — 2-5 (11) в присутствии 20 121 зрителя. Так состоялись первые матчи представителей австралийского и гэльского футбола.
В дальнейшем родилась так называемая Международная футбольная серия по такой разновидности футбола, как футбол по международным правилам — правила подобной игры представляли собой смесь правил гэльского и австралийского футбола. В ней участвовали сборные Ирландии и Австралии, представленные соответственно игроками из Гэльской атлетической ассоциации и из Австралийской футбольной лиги, причём у австралийцев игрок обязан был хотя бы раз попасть во Всеавстралийскую сборную (символическую сборную Австралийской футбольной лиги). Две страны по очереди принимают матчи — они проходят на «Кроук Парк» или на «Мельбурн Крикет Граунд». В связи с этим стал регулярно проводиться так называемый «ирландский эксперимент», в рамках которого игроки в гэльский футбол выезжают играть в австралийский футбол за команды Австралийской футбольной лиги. Среди выдающихся игроков в оба вида спорта выделяется Джим Стайнс, чемпион Ирландии среди юношей до 17 лет 1984 года, награждённый медалью Браунлоу 1991 года и медалью Ордена Австралии; член команды столетия клуба «Мельбурн». Первым чемпионом по гэльскому футболу (2009, Керри) и чемпионом Австралийской футбольной лиги (2005, «Сидней Суонс») стал Тед Кеннелли.
По оценкам официальных лиц Гэльской атлетической ассоциации, к XXI веку в гэльском футболе наметилась тенденция делать ставку не столько на физические данные игроков, сколько на технику владения мячом (в том числе ударов) и командную игру — так, в начале 1990-х годов число столкновений по ходу одного матча даже на уровне первенства графства было достаточно большим. Тем не менее гэльский футбол всё ещё остаётся игрой, где требуется крайне высокая физическая подготовка. В наши дни проводятся соревнования по гэльскому футболу не только среди мужчин, но и среди женщин (с участием команд разных возрастов), собирающие традиционно большую аудиторию в ирландских пабах, где осуществляются трансляции матчей.

## Правила

### Игровое поле

Футбольное поле

Поле для гэльского футбола схоже по своим размерам с регбийным, но шире. Оно прямоугольной формы, длина составляет от 130 до 145 м, ширина — от 80 до 90 м. На двух концах поля расположены Н-образные ворота, которые состоят из двух штанг высотой не менее 7 м, стоящих на расстоянии 6,5 м друг от друга, и перекладины на высоте 2,5 м. К перекладине и нижней части штанг прикреплена сетка ворот. То же самое поле используется и для проведения игр по хёрлингу, согласно законодательству Гэльской атлетической ассоциации. Перпендикулярно длине поля проведены линии на расстоянии 13, 20 и 45 м. Поля меньшего размера и с маленькими воротами используются юношескими и детскими командами (до 15 лет).

### Продолжительность матча
Стандартные матчи (всех основных команд и молодёжных) длятся 60 минут (два тайма по 30 минут), матчи команд графств — 70 минут (два тайма по 35 минут). Перерыв между таймами составляет не более 10 минут для основных команд и не более 15 минут для команд графств. В случае ничьей проводятся два овертайма по 10 минут либо же производится переигровка матча. У команд «второго эшелона» матч длится 40 или 50 минут (соответственно, тайм по 20 или 25 минут), для команд до 15 лет время тайма также короче обычного (меняется на усмотрение).

### Команды
Позиции игроков в гэльском футболе, хёрлинге и камоги абсолютно одни и те же. В каждой команде по гэльскому футболу всегда присутствует по 15 человек, куда входят вратарь, шесть защитников, два полузащитника и шесть нападающих.
| Номер | Позиция на английском | Иные наименования на английском | Буквальный перевод на русский | Транслитерация на русский                | Позиция на ирландском |
| ----- | --------------------- | ------------------------------- | ----------------------------- | ---------------------------------------- | --------------------- |
| 1     | Goalkeeper            | Goalie, keeper, nets            | Вратарь                       | Голкипер                                 | Cúl Báire             |
| 2     | Right corner back     | Right full back                 | Правый угловой защитник       | Правый корнер-бэк, правый фулл-бэк       | Lánchúlaí deas        |
| 3     | Full back             | -                               | Чистый защитник               | Фулл-бэк (фулбэк)                        | Lánchúlaí láir        |
| 4     | Left corner back      | Left full back                  | Левый угловой защитник        | Левый корнер-бэк, левый фулл-бэк         | Lánchúlaí clé         |
| 5     | Right half back       | Right wing back                 | Правый крайний защитник       | Правый хав-бэк (хавбек), правый винг-бэк | Leathchúlaí deas      |
| 6     | Centre half back      | Centre back                     | Центральный защитник          | Центр-бэк                                | Leathchúlaí láir      |
| 7     | Left half back        | Left wing back                  | Левый крайний защитник        | Левый хав-бэк (хавбек), левый винг-бэк   | Leathchúlaí clé       |
| 8     | Midfielder            | Centre-field                    | Полузащитник                  | -                                        | Lár na páirce         |
| 9     | Midfielder            | Centre-field                    | Полузащитник                  | -                                        | Lár na páirce         |
| 10    | Right half forward    | Right wing forward              | Правый крайний нападающий     | Правый хав-форвард, правый винг-форвард  | Leatosaí deas         |
| 11    | Centre half forward   | Centre forward                  | Центральный нападающий        | Центр-форвард                            | Leatosaí láir         |
| 12    | Left half forward     | Left wing forward               | Левый крайний нападающий      | Левый хав-форвард, правый винг-форвард   | Leatosaí clé          |
| 13    | Right corner forward  | Right full forward              | Правый угловой нападающий     | Правый корнер-форвард                    | Lántosaí deas         |
| 14    | Full forward          | -                               | Чистый нападающий             | Фулл-форвард                             | Lántosaí láir         |
| 15    | Left corner forward   | Left full forward               | Левый угловой нападающий      | Левый корнер-форвард                     | Lántosaí clé          |
| 16+   | Substitutes           | Subs                            | Запасные                      | -                                        | Fir ionad / Mná ionad |

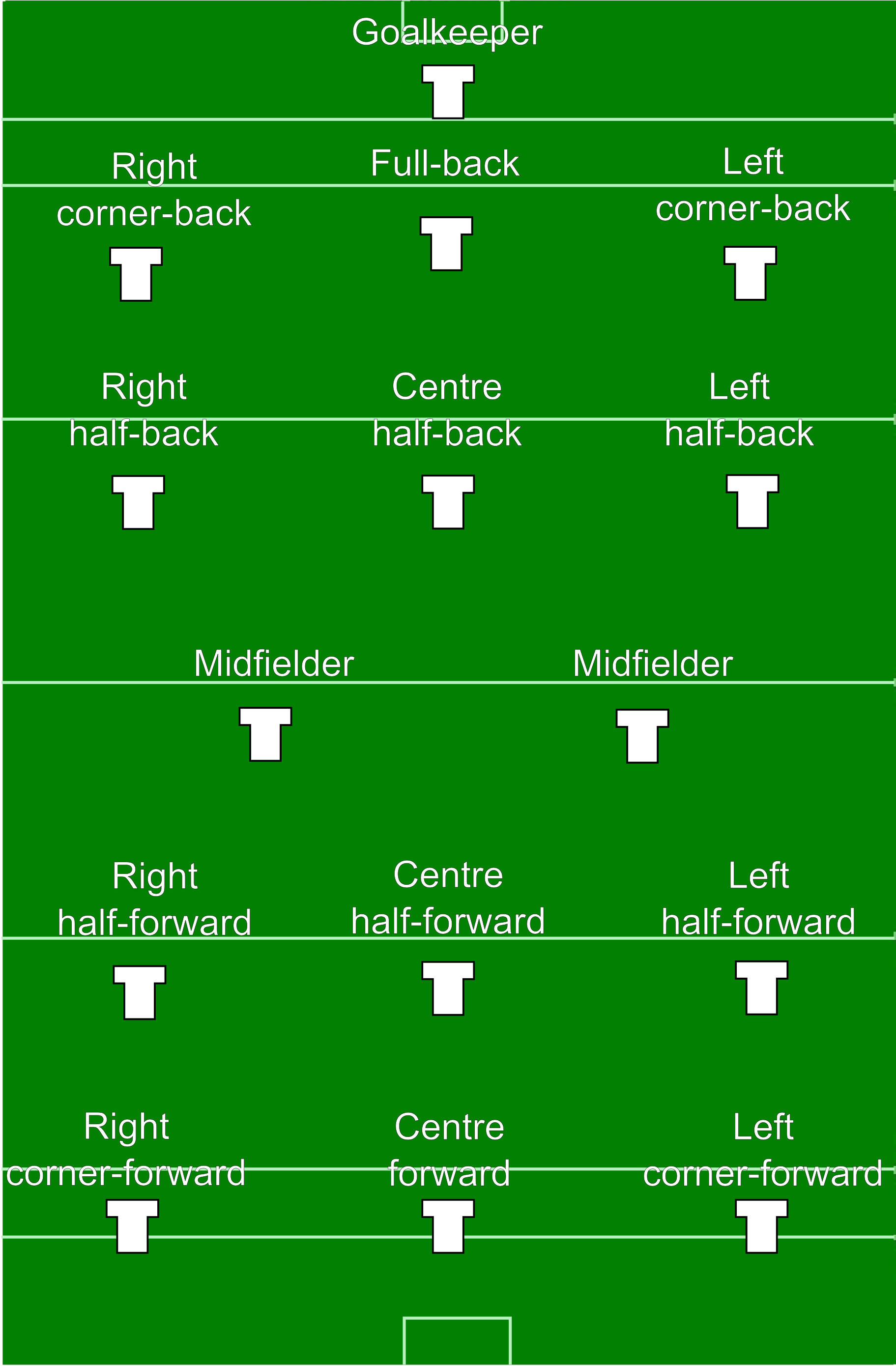
Позиции игроков в гэльских играх

В заявку включаются ещё 15 игроков резерва, в игре разрешается шесть замен в основное время и три в дополнительное (при этом допустима замена, если у одного из игроков началось кровотечение). Если не хватает игроков для полного состава, для первого тайма достаточно команд по 13 человек (без чистого защитника и чистого нападающего), однако во втором тайме должны играть уже по 15 человек. У каждого игрока в стартовом составе есть номер от 1 до 15: вратарь всегда носит футболку под номером 1, отличающуюся от футболки своих одноклубников; под номером 16 в запасе, как правило, значится ещё один вратарь. Всего в заявке может быть 24 игрока на матч между командами графств (для традиционно сильных команд класса «Senior» — 26 игроков в заявке).

### Мяч

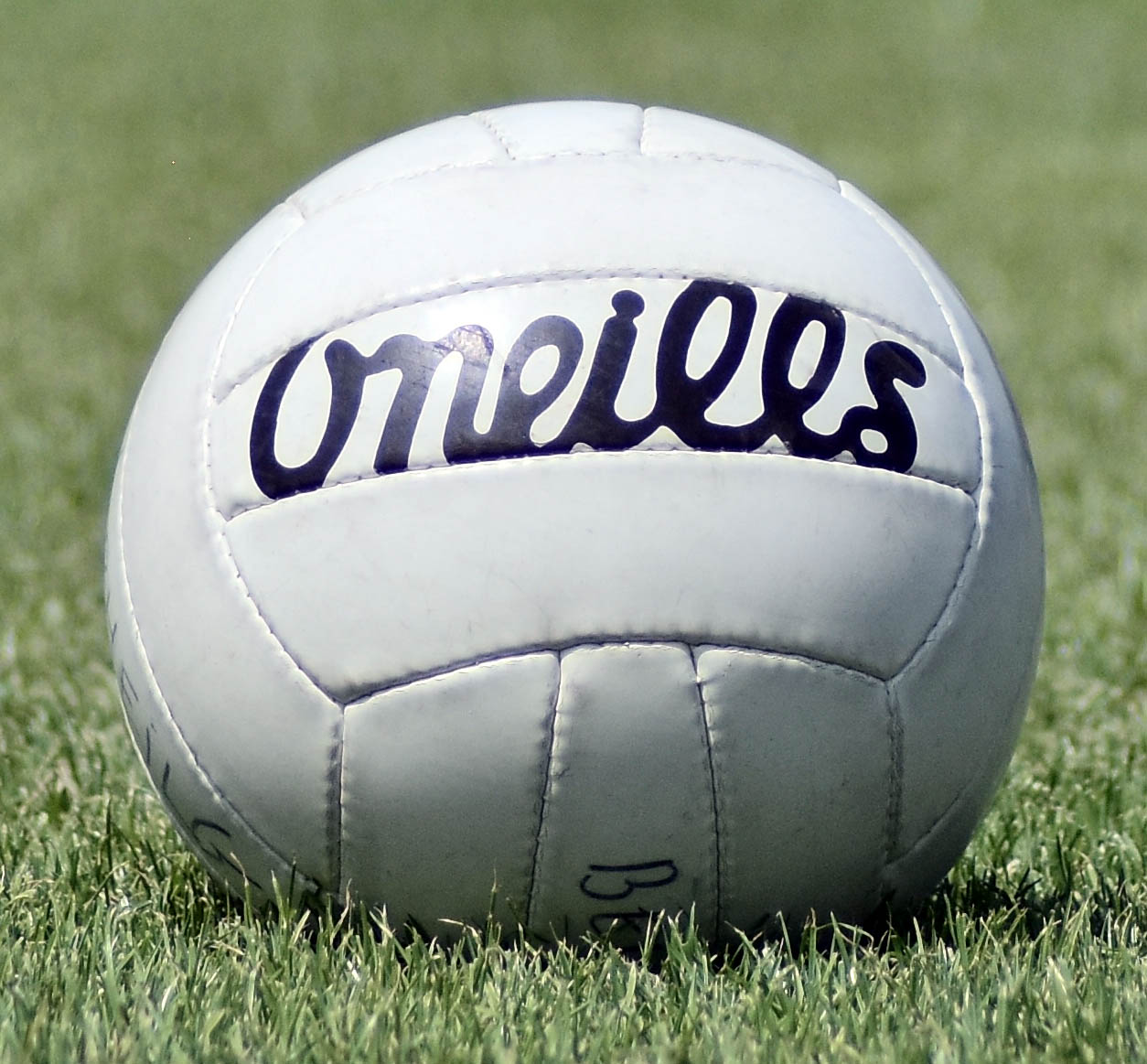
Мяч для игры в гэльский футбол производства компании O'Neills

Для игры используется круглый кожаный мяч, составленный из 18 сшитых вместе кожаных панелей, который меньше по размерам, чем футбольный мяч. Внешне он напоминает волейбольный мяч, но крупнее. Длина окружности составляет от 68 до 70 см, масса от 480 до 500 г в сухом состоянии. С мячом игрок может сделать не более четырёх шагов — после этого он либо должен освободиться от мяча, отдав пас или пробив по воротам, либо бросить его на газон и поймать после отскока. По мячу можно нанести удар ногой, а можно отдать пас рукой, но при пасе рукой мяч должен находиться на ладони одной руки, а пас делается свободной рукой. Пасовать можно открытой ладонью или сжатой в кулак рукой. Если мяч в воздухе и им никто не владеет, то по нему можно ударить сжатой в кулак рукой. Гол засчитывается после удара кулаком или ногой, но не после броска мяча ладонью.

### Метка
Метка (англ. Mark) в гэльском футболе схожа с аналогичным явлением в австралийском футболе и в регби — в правилах гэльского футбола она появилась в 2017 году. Если игрок пробил по мячу ногой, а другой игрок поймал мяч в руки на 45-метровой линии или до неё (при этом мяч не коснулся газона), то принявший зарабатывает «метку», дав знать предварительно об этом судье (криком или поднятой рукой вверх) и получает право на штрафной удар. Игрок может либо немедленно пробить с этой позиции по воротам, либо разыграть мяч. Если в течение 5 секунд игрок не пробьёт, судья отменяет решение о «метке». В австралийском футболе для этого необходимо, чтобы мяч не только не касался земли, но и пролетел хотя бы 15 метров. В регби для получения метки игрок должен принять мяч, находясь в 22-метровой зоне своей команды, и обязательно крикнуть «Метка!» (англ. Mark!) — после этого захватывать выкрикнувшего игроки команды-противника не имеют права. С 2019 года в гэльском футболе игрок может зарабатывать метку в пределах 45-метровой зоны, если мяч пролетел более 20 метров и при этом не коснулся ни земли, ни кого-либо из игроков.

### Нарушения правил
В гэльском футболе все нарушения делятся на три типа: технические фолы (англ. technical fouls), агрессивные фолы (англ. agressive fouls) и неспортивное поведение (англ. dissent). Игроку могут показать предупреждение (жёлтая карточка), удалить с поля без права на замену (красная карточка) или удалить с поля с правом замены (чёрная карточка).

#### Технические фолы
Технические фолы — это нарушения правил, связанные с недопустимыми действиями при владении мячом. К техническим фолам относится ряд моментов, среди которых выделяются:
- Игрок сделал хотя бы пять шагов, не выпустив из рук мяч[43].
- Игрок два раза подряд бросил с отскоком мяч[31] (при этом можно сколь угодно бросать его и подбивать ногой)[39].
- Игрок перебросил мяч из одной руки в другую[39]
- Игрок бросил мяч рукой в ворота (посылать мяч в ворота можно кулаком)[39].
- Полевой игрок подобрал мяч с земли[31] (можно подбрасывать только ногой)[39].
- Действия в площади ворот (англ. square ball) — если в момент, когда мяч залетел во вратарскую, в ней находится уже атакующий игрок, назначается удар от ворот[39].

#### Агрессивные фолы
Под агрессивными фолами подразумеваются физические или словесные нарушения правил, совершённые против игрока команды-соперника или направленные против судьи. Игрока могут наказать жёлтой карточкой (предупреждением), красной карточкой (удаление с поля без права замены) или (с 1 января 2014 года) чёрной карточкой (удаление с поля с правом замены). В частности, под агрессивные фолы попадают все толчки, захваты руками и любые удары по корпусу, а также оскорбления в адрес игроков, судейской бригады и любое рукоприкладство.
В 2020 году в рамках эксперимента Гэльская атлетическая ассоциация введёт скамейку штрафников, куда будут отправляться на 10 минут получившие чёрную карточку игроки. Время удаления будет отсчитываться с момента возобновления игры, и только по истечении 10-минутного удаления игрок сможет вернуться на поле.

#### Неспортивное поведение
Неспортивное поведение — нарушение правил, при котором игрок выражает явное неподчинение решению судей матча. Игрок может быть наказан жёлтой, красной или чёрной карточкой, причём в случае повторного нарушения или явного несогласия игрока с решением судьи нарушителя могут и удалить. Если был назначен штрафной, то отметка сдвигается на 13 м ближе в сторону команды, нарушившей правила. В некоторых случаях может быть и остановка встречи. К неспортивному поведению относятся:
- Попытка оспорить решение любого из членов судейской бригады.
- Неподчинение судейскому решению и выкрикивание оскорбительных выражений в адрес судьи.
- Отказ уходить с поля по требованию судьи после столкновения, которое привело к травме (в частности, к кровотечению).
- Явное несогласие с решением судьи назначить штрафной удар.
- Отказ уходить с поля после удаления или возвращаться в игру.
- Уход игрока или команды с поля без разрешения или отказ продолжать встречу.

### Очки

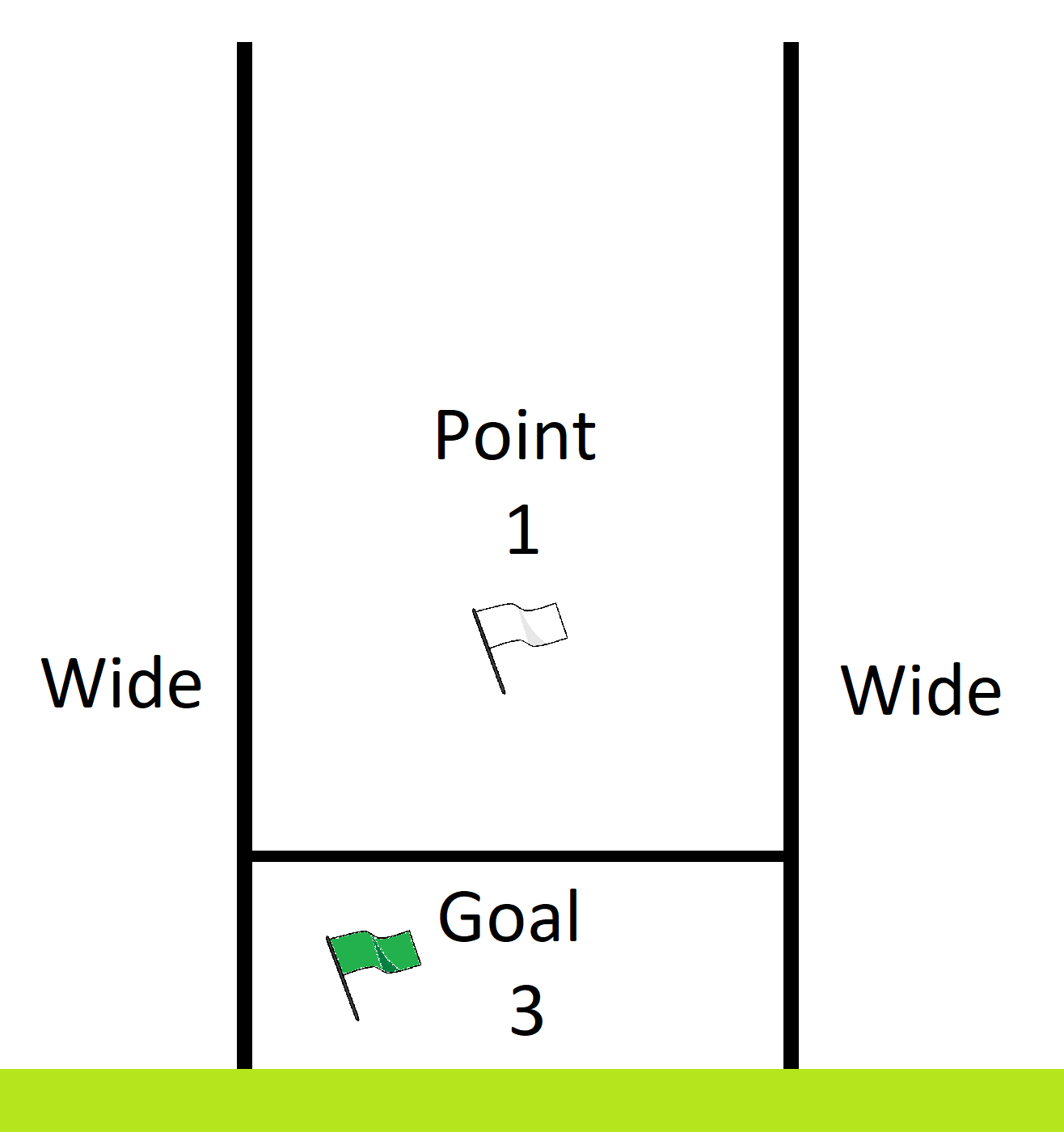
Набор очков в гэльском футболе: 1 очко за удар между штангами, 3 очка за гол в сетку

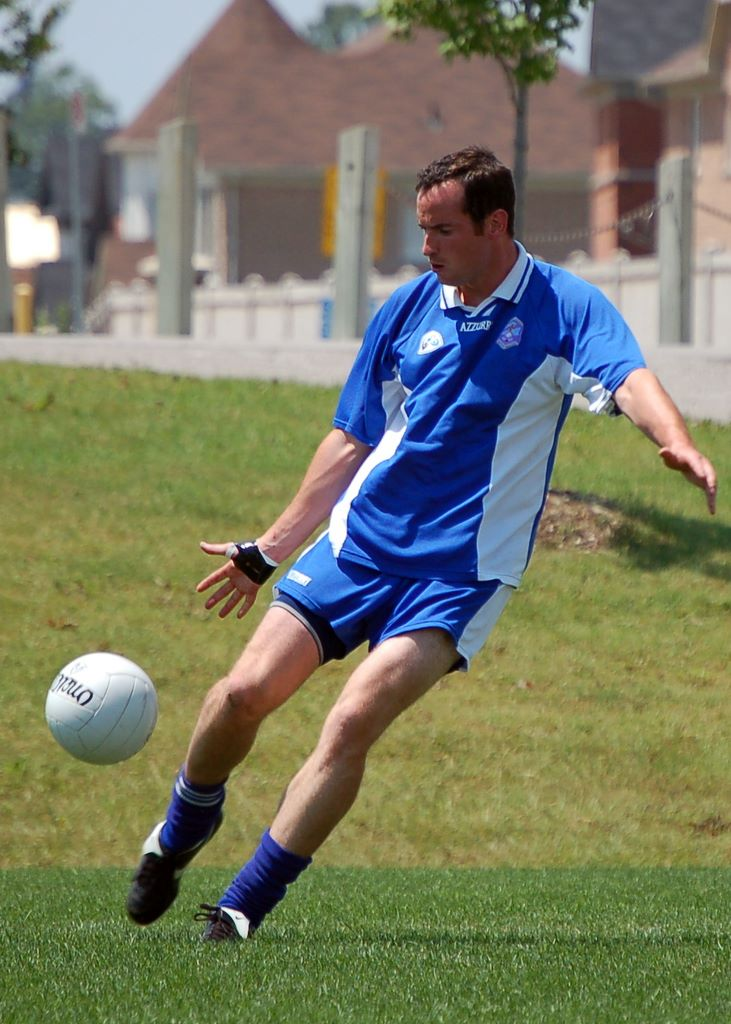
Игрок сборной Канады забивает гол

Одно очко (англ. point) присуждается, если мяч перелетел через перекладину, и тогда судья за воротами поднимает белый флаг, подтверждающий набор очка. Для этого необходимо, чтобы мяч был направлен туда либо после удара ногой, либо после удара кулаком. Если мяч залетел в сетку ворот, то команде присуждается три очка — то, что называется собственно «голом» (англ. goal), а судья поднимает зелёный флаг и фиксирует взятие ворот. При этом мяч необходимо послать в ворота ногой — кулаком можно отправить мяч только в тех случаях, если бьющему игроку сделал пас другой игрок или мяч срикошетил к игроку от каркаса ворот или газона. В протоколе матча рядом с названием команды записываются отдельно голы в сетку, а через дефис указываются голы между штангами: например, если команда забила три гола в сетку и шесть между штангами, то её счёт указывается как 3-6. Для определения победителя подсчитывается суммарное число набранных очков за забитые голы. Так, если в матче команда А набрала 0-21, а команда Б набрала 4-8, то команда А побеждает, поскольку суммарно в её активе 21 очко против 20 очков у команды Б.

### Единоборства
В гэльском футболе, несмотря на формальное разрешение единоборств, допустим только контакт плечом к плечу (если игроки стоят хотя бы одной ногой на земле). Многие из приёмов единоборств, которые являются разрешёнными в регби, в гэльском футболе запрещены и классифицируются как фолы — согласно изданию 2014 года, борьба должна вестись непосредственно с целью получения мяча, а не нанесения ударов по игроку противника. Запрещены умышленные удары руками и ногами, удары ладонью, захваты за руку, опрокидывания, хватания за майку или столкновение лицом к лицу.

### Возобновление игры
- Игра в каждом тайме начинается с того, что судья подбрасывает мяч вверх и два полузащитника от каждой команды борются за мяч, чтобы завладеть им и начать игру[51][52]. Подбрасывание проводится судьёй также в том случае, если правила нарушили оба и нет возможности установить, кто сфолил раньше — в таком случае за мяч борются по одному игроку от команды[53].
- После того, как был забит гол между штанг или в сетку ворот, вратарь с 13-метровой отметки вводит мяч в игру, при этом все игроки должны находиться за 20-метровой линией. В 2019 году в рамках эксперимента было принято решение обязать вводить мяч в игру с 20-метровой линии[38].
- Если же мяч после удара игрока пролетел мимо ворот и ушёл за лицевую линию, его противники возобновляют игру с 45-метровой отметки в точке, перпендикулярной той, где мяч вылетел за лицевую[54]. Если мяч вылетел за боковую линию, то команда-противник получает право на ввод мяча с боковой линии в той точке, где он ушёл за пределы поля. При ауте можно нанести удар ногой или бросить мяч руками, но игроки должны быть при этом как минимум в 13 метрах от вбрасывающего мяч игрока[55][52].
- После нарушения правил игроком команда-противник получает право на свободный удар с той точки, где было совершено нарушение. Можно нанести удар по мячу ногой или разыграть штрафной руками[56]. Если игрок нарушил правила в площади ворот своей команды, то судья назначает пенальти — он пробивается с 11-метровой линии, и бьющему может противостоять только вратарь[52][53].

### Судьи

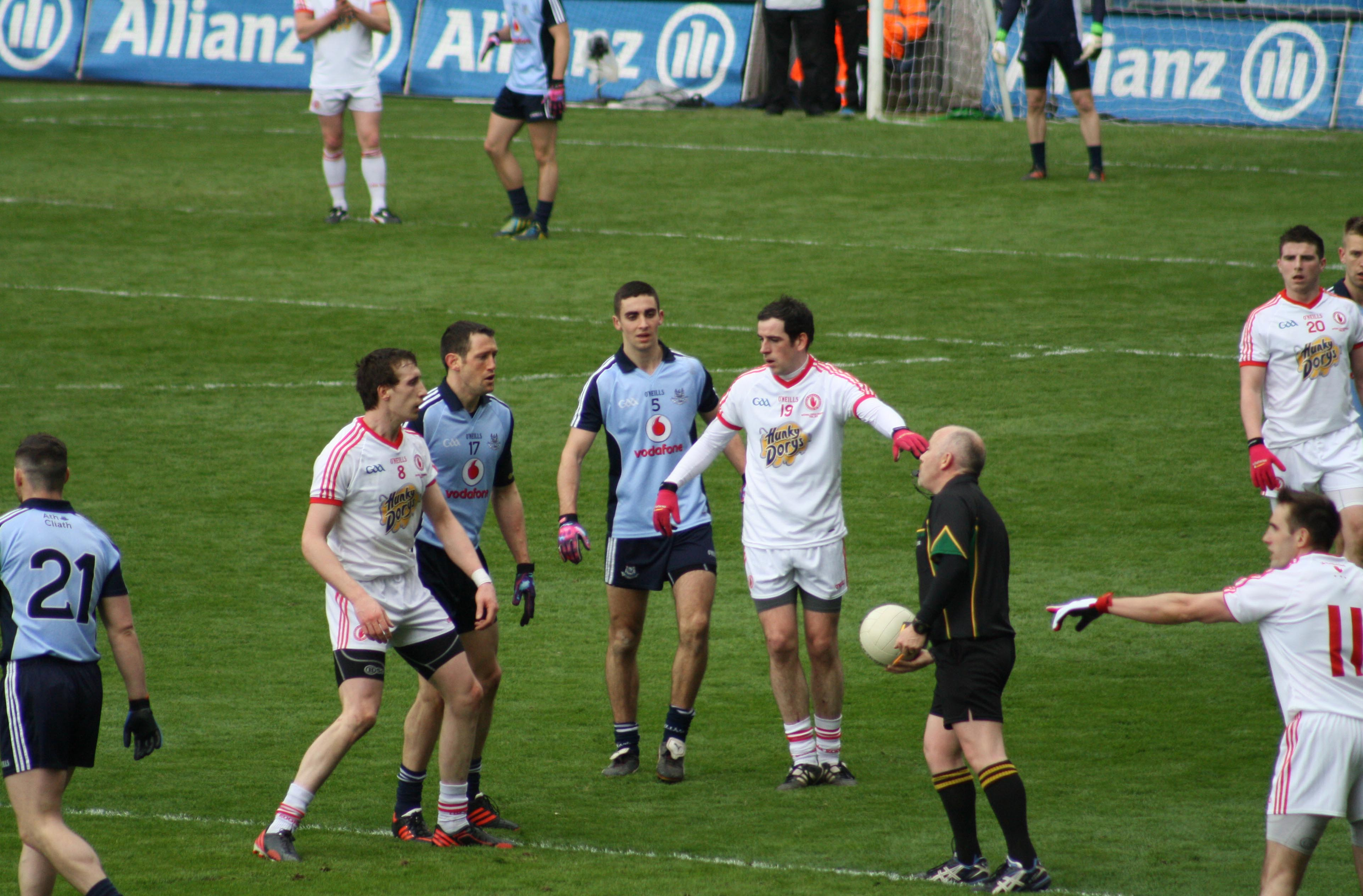
Главный судья (в чёрном) на матче по гэльскому футболу

Матч обслуживают восемь человек: главный судья (англ. referee), два боковых арбитра или лайнсмены (англ. linesmen), резервный судья (англ. sideline official) и по двое арбитров за воротами (англ. umpires). Главный судья отвечает за начало игры (в том числе жеребьёвку в начале основного и дополнительного времени по выбору ворот), её остановку (в том числе и в случае получения кем-либо из игроков травмы), ведение счёта, назначение свободных ударов, наказание игроков карточками (в том числе удаление игроков) и завершение матча (в том числе и в случае, когда продолжение встречи невозможно). Лайнсмены отвечают за то, чтобы определять, от кого ушёл мяч за боковую сторону и нужно ли назначать 45-метровый удар. Резервный судья отвечает за объявления о замене игроков и определение компенсированного времени, указывая с помощью электронного табло номера заменяемых и выходящих на замену игроков, а также количество компенсированных минут.
Судьи за воротами отвечают за фиксацию голов и помогают боковым арбитрам при определении 45-метровых ударов. Они сообщают о том, что произошло после удара:
- Удар мимо ворот — руки разведены в стороны
- 45- или 65-метровый удар — одна рука поднята
- Удар между штанг — белый флаг
- Нарушение в площади ворот — руки скрещены
- Гол в сетку — зелёный флаг
- Гол не засчитан — флаги скрещены

Лайнсмены, судьи за воротами и резервный арбитр имеют право фиксировать все малейшие нарушения регламента проведения матча и фолы со стороны игроков, которые главный судья мог  заметить, и уведомлять арбитра о случившемся. Однако окончательное решение по поводу того или иного момента принимает именно главный судья, и оно не может быть изменено после возобновления игры.

## Команда века
Команда века (англ. The Team of the Century) — символическая сборная лучших игроков в гэльский футбол, состав которой был опубликован в 1984 году в газете Sunday Independent. В том году Гэльской атлетической ассоциации исполнилось 100 лет. По многочисленным письмам от читателей группа журналистов и бывших игроков в гэльский футбол отобрала 15 лучших игроков в гэльский футбол за минувшее столетие, каждый из которых хотя бы по разу выигрывал не только чемпионат своей провинции, но и Всеирландский чемпионат.
|                           |                          |                          |  |
|                           | Вратарь                  |                          |  |
|                           | Дэн О’Кифф (Керри)       |                          |  |
|                           |                          |                          |  |
| Правый угловой защитник   | Чистый защитник          | Левый угловой защитник   |  |
| Энда Коллеран (Голуэй)    | Падди О’Брайан (Мит)     | Шон Фланаган (Мейо)      |  |
|                           |                          |                          |  |
| Правый крайний защитник   | Центральный защитник     | Левый крайний защитник   |  |
| Шон Мёрфи (Керри)         | Джон Джо О’Райли (Каван) | Стивен Уайт (Лаут)       |  |
|                           |                          |                          |  |
|                           | Полузащитники            |                          |  |
| Мик О’Коннелл (Керри)     |                          | Джек О’Ши (Керри)        |  |
|                           |                          |                          |  |
| Правый крайний нападающий | Центральный нападающий   | Левый крайний нападающий |  |
| Шон О’Нилл (Даун)         | Шон Парселл (Голуэй)     | Пэт Спиллейн (Керри)     |  |
|                           |                          |                          |  |
| Правый угловой нападающий | Чистый нападающий        | Левый угловой нападающий |  |
|                           |                          |                          |  |
| Майки Шихи (Керри)        | Томми Лэнган (Мейо)      | Кевин Хеффернан (Дублин) |  |

## Команда тысячелетия
Команда тысячелетия (англ. The Team of the Millennium) — ещё одна символическая сборная лучших игроков в гэльский футбол, состав которой был объявлен в 1999 году и выбирался бывшими президентами ГАА и журналистами. В команду вошли 15 величайших игроков со времён основания Гэльской атлетической ассоциации, а выбор был приурочен к наступлению третьего тысячелетия. В 2013 году в музее при стадионе «Кроук Парк» был открыт Зал славы, куда были включены имена игроков «Команды тысячелетия».
|                           |                          |                          |  |
|                           | Вратарь                  |                          |  |
|                           | Дэн О’Кифф (Керри)       |                          |  |
|                           |                          |                          |  |
| Правый угловой защитник   | Чистый защитник          | Левый угловой защитник   |  |
| Энда Коллеран (Голуэй)    | Джо Кохейн (Керри)       | Шон Фланаган (Мейо)      |  |
|                           |                          |                          |  |
| Правый крайний защитник   | Центральный защитник     | Левый крайний защитник   |  |
| Шон Мёрфи (Керри)         | Джон Джо О’Райли (Каван) | Мартин О’Коннелл (Мит)   |  |
|                           |                          |                          |  |
|                           | Полузащитники            |                          |  |
| Мик О’Коннелл (Керри)     |                          | Томми Мёрфи (Лиишь)      |  |
|                           |                          |                          |  |
| Правый крайний нападающий | Центральный нападающий   | Левый крайний нападающий |  |
| Шон О’Нилл (Даун)         | Шон Парселл (Голуэй)     | Пэт Спиллейн (Керри)     |  |
|                           |                          |                          |  |
| Правый угловой нападающий | Чистый нападающий        | Левый угловой нападающий |  |
|                           |                          |                          |  |
| Майки Шихи (Керри)        | Томми Лэнган (Мейо)      | Кевин Хеффернан (Дублин) |  |

## Структура соревнований

### Виды соревнований

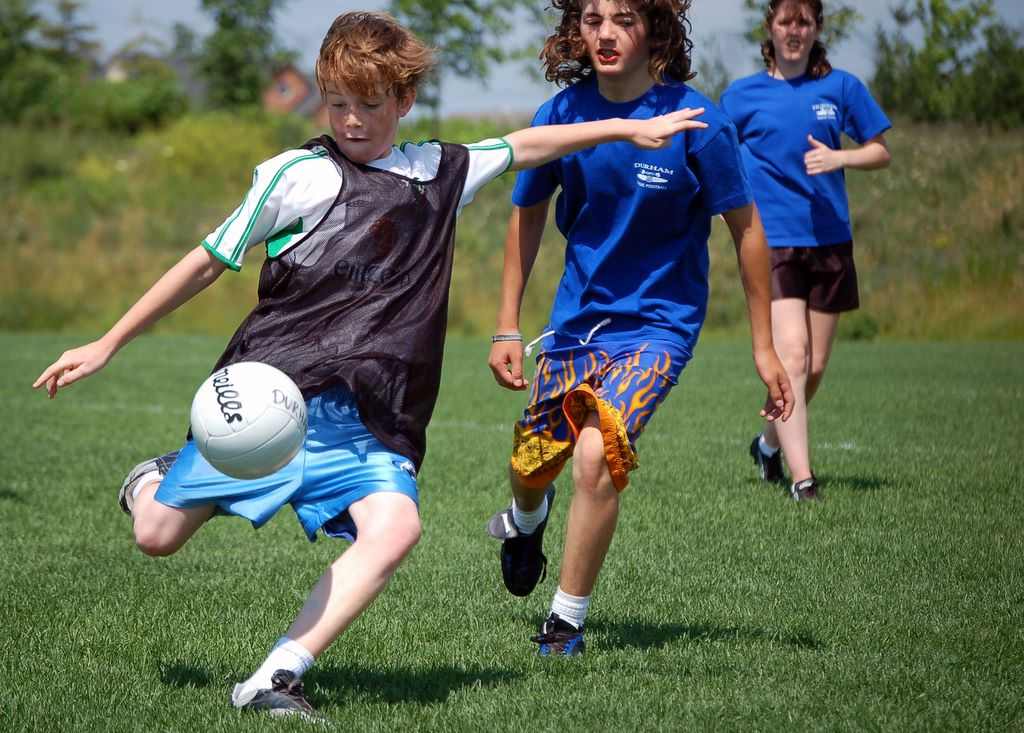
Дети играют в гэльский футбол

Все соревнования и клубы в гэльском спорте носят исключительно любительский характер. В плане мастерства игроков можно назвать профессионалами, однако в плане получения зарплаты за свои выступления в клубе они таковыми не являются. Соревнования между национальными сборными в связи с любительским статусом гэльского футбола в принципе проводиться не могут. Основными турнирами, проводящимися по гэльскому футболу, являются Национальная футбольная лига и Всеирландский чемпионат.
Игры проводятся между клубами, которые обычно закреплены за приходами в каждом графстве, между сборными графств и сборными провинций. Клубы одного графства играют друг против друга и борются за победу в чемпионате графства на разных уровнях как среди взрослых, так и среди детей и подростков. Клубы могут выступать в первенствах как одного округа, так и разных округов. В составе клуба может быть несколько команд: одна взрослая команда и команды разных возрастных категорий. «Межграфским» (англ. inter-county) соревнованием в гэльском спорте называется матч или целый турнир, в котором участвуют команды графств; этим же термином в английском языке обозначают игрока сборной графства по гэльским видам спорта (гэльскому футболу для мужчин и женщин, хёрлингу и камоги). Соревнования сборных графств проводятся регулярно с 1887 года, когда состоялись первые Всеирландские чемпионаты по гэльскому футболу и хёрлингу.

### Клубы

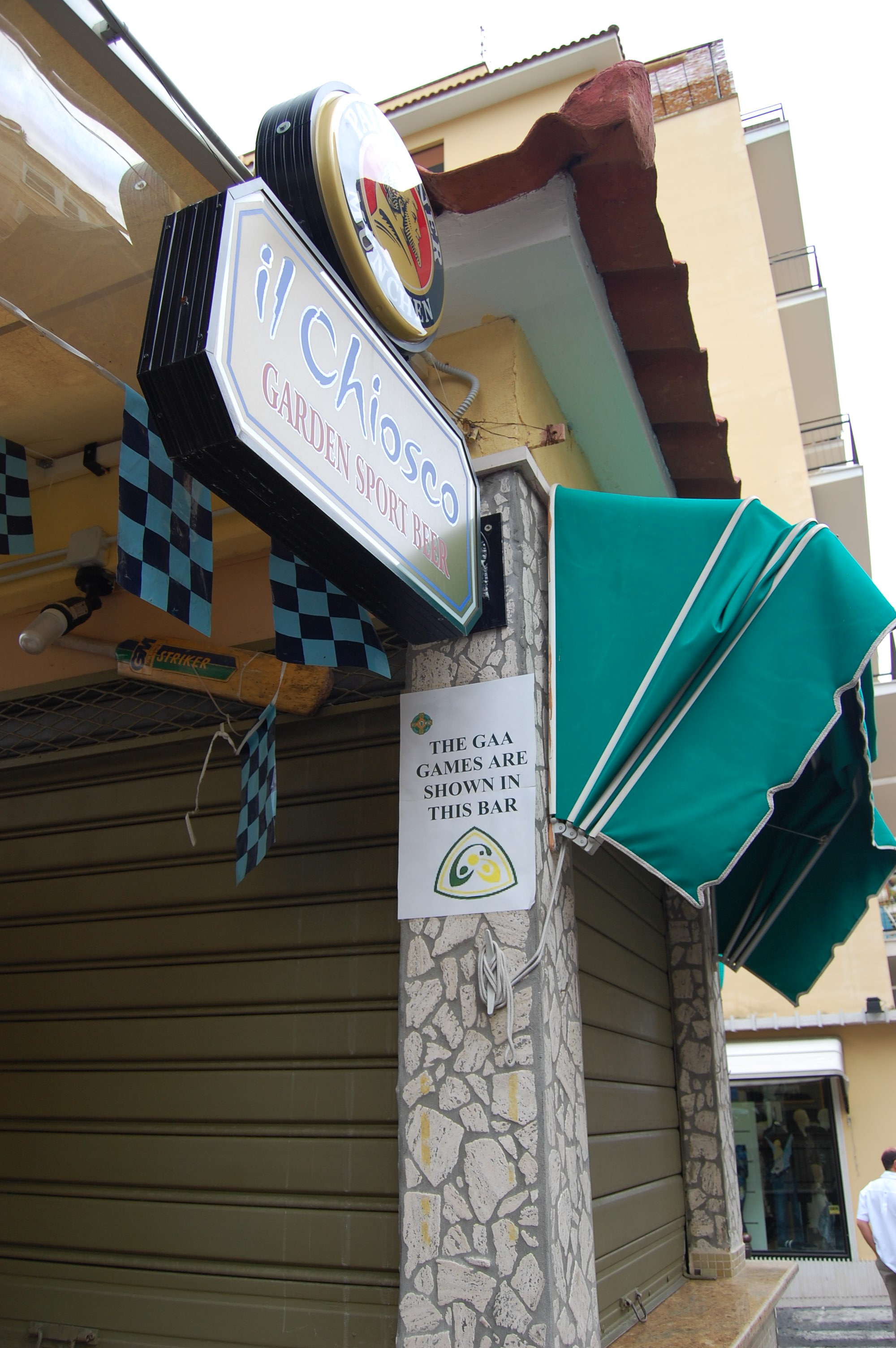
Спортивный бар в Сорренто, где транслируются соревнования по гэльским видам спорта

В 1920 году остров Ирландия оказался разделён на две части: 6 графств составили Северную Ирландию, остальные 26 графств — Ирландское Свободное государство. Тем не менее это никак не повлияло на проведение гэльских игр и соревнований по гэльскому футболу, хёрлингу и иным гэльским видам спорта. На национальном уровне гэльские игры организуются в 32 традиционных графствах, представленных в Гэльской атлетической ассоциации. Названия клубов почти везде соответствуют названиям 32 традиционных административных графств Ирландии (в настоящее время 6 графств Северной Ирландии разделены на 6 округов, а в самой Республике Ирландия теперь 33 графства). Клубы носят названия по графству, которое представляют. Гэльская атлетическая ассоциация признаёт современные границы и административно-территориальное деление в обеих частях острова, но руководства графств могут приглашать в чемпионат графства также и те команды, которые находятся в соседних графствах.
Также к «графствам» относят и команды из других городов: Лондона и Нью-Йорка. Существуют клубы, которые по факту являются сборными стран или целых регионов: Северная Америка (США), Великобритания, Канада, Азия, Австралазия и континентальная Европа. Так, Россия входит в зону континентальной Европы: членом европейской зоны Гэльской атлетической ассоциации является клуб «Москоу Шемрокс» (англ. Moscow Shamrocks — Московские трилистники) зоны Центр-Восток. В составе этой команды выступают не только россияне, но и англоязычные иностранцы — преимущественно учителя британских школ.

### Национальная футбольная лига Ирландии
Национальная футбольная лига представляет собой регулярное первенство в четырёх дивизионах с системой выбывания и повышения в классе, проходящее в один круг из семи туров. Две лучшие команды дивизиона поднимаются в дивизион уровнем выше (если таковое предусмотрено) и затем играют в финале за абсолютную победу в дивизионе, победитель считается чемпионом дивизиона. Две худшие команды дивизиона выбывают в дивизион ниже.
Розыгрыши Лиги проводятся каждую весну: сборные графств делятся на четыре дивизиона в зависимости от силы каждой команды. Участие в Лиге менее престижно, чем во Всеирландском чемпионате, но в последние годы интерес к матчам значительно вырос — причиной тому стал перенос в 2002 году матчей с ноября на февраль — апрель и создание финалов во втором дивизионе и ниже. Матчи показываются на международном спортивном канале Setanta Sports, на ирландскоязычном канале TG4 в прямом эфире (программа GAA Beo по выходным и GAA... по понедельникам, ранее выходили в эфир Ard san Aer) и на RTÉ Two благодаря работе департамента RTÉ Sport.

### Всеирландский чемпионат

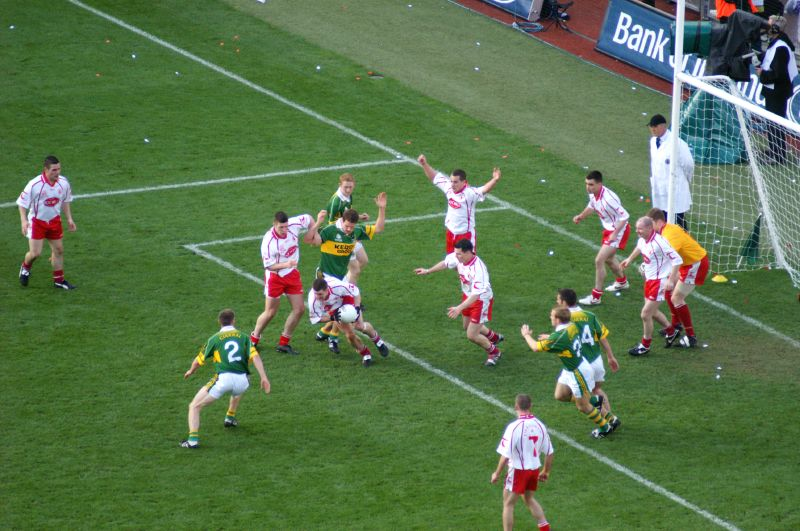
Всеирландский финал 2005 года

Всеирландский чемпионат (англ. All-Ireland Championship) — наиболее престижный турнир, в котором участвуют сборные графств, а на его высшем уровне играют взрослые основные команды, традиционно считающиеся фаворитами. Чемпионат проходит ежегодно, в нём участвуют почти все графства, а на стадионах собирается достаточно большое число людей, чтобы поддержать команды, приехавшие из разных уголков страны.
Всеирландский чемпионат состоит из нескольких этапов, в которых применяется преимущественно олимпийская система. В финальном этапе участвуют восемь команд — четыре чемпиона провинций и четыре клуба, прошедших квалификацию.
- На первом этапе по олимпийской системе проводится отбор в четырёх провинциях Ирландии в рамках чемпионатов провинций — так определяются чемпионы Ольстера, Манстера, Ленстера и Коннахта. Особенности отбора варьируются от провинции к провинции, но некоторые команды, дошедшие до определённого этапа в прошлом сезоне, имеют привилегию вступить в борьбу на более позднем этапе. Победители чемпионатов автоматически выходят в финальный этап и получают право провести первые матчи финального этапа на домашнем стадионе[72].
- На втором этапе проходит так называемая Всеирландская квалификация (англ. All-Ireland Qualifiers): из команд, проигравших матчи в провинциальных отборах, некоторые попадают в утешительный турнир, где на разных стадиях вступают в борьбу друг против друга. Квалификация, по правилам 2020 года, проходит в два раунда (ранее их было четыре)[73]. В последнем раунде играются четыре встречи, победители которых и выходят в финальную часть Всеирландского чемпионата[74].
- На третьем, финальном этапе восемь команд делятся на две группы по 4 команды (начиная с 2018 года) и играют друг против друга в один круг. Из каждой группы по две лучшие команды выходят в полуфинал Всеирландского чемпионата и уже по традиционной олимпийской системе борются за победу в турнире: победители полуфиналов выходят в финал. Всеирландский финал ранее проходил каждое третье воскресенье сентября, однако с октября 2018 года финал играется ежегодно в 35-е воскресенье года — по традиции, он проходит в Дублине на стадионе «Кроук Парк». Трансляция финала ведётся как официальными телеканалами Ирландии (в т.ч. государственной телерадиокомпанией Raidió Teilifís Éireann), так и с сайта Гэльской атлетической ассоциации с традиционным показом лучших моментов в рамках обзора матча[75].

В прошлые годы титул разыгрывался только между чемпионами провинции по олимпийской системе (два полуфинала и Всеирландский финал), но на стыке веков число участников финального этапа расширилось до 8: для команд, выбывших на разных стадиях первенств провинций, был создан утешительный турнир, дававший второй шанс попасть в финал Всеирландского чемпионата. Четыре победителя первенств провинций на стадии четвертьфинала, носившей своеобразный характер группового этапа, встречались с победителями утешительного турнира, чтобы побороться за выход в полуфинал. Это означало, что команда, проигравшая на ранней стадии (ещё в чемпионате провинции), теоретически может выйти в финальный этап и «отомстить обидчику»: так, в 2005 и 2008 годах сборная графства Тирон потерпела неудачу в чемпионате Ольстера, но сумела выбраться в финальный этап и завоевать титул Всеирландского чемпиона.